# Lasioglossum paramelaenum
Lasioglossum paramelaenum är en biart som först beskrevs av Cockerell 1922.  Lasioglossum paramelaenum ingår i släktet smalbin, och familjen vägbin. Inga underarter finns listade i Catalogue of Life.